# Andy Souwer
Andy Souwer (* 9. November 1982 in ’s-Hertogenbosch in den Niederlanden) ist ein niederländischer K-1-Kämpfer und zweifacher K-1 World Max Champion (2005, 2007). Souwer ist 1,72 m groß, wiegt 70 kg und liegt somit an der Gewichtsgrenze für das K-1-Maximalgewicht. Zu seinem Kampfstil gehören Techniken des Shooto-Boxing, Judo und Karate. Andy Souwer gehört dem Club Shooto Boxing Holland an.

## Leben
Mit sieben Jahren begann Andy Souwer mit dem Kickbox-Training im Lim Ho Gym in Amsterdam und hatte seinen ersten Kampf mit acht. In allen Gewichtsklassen, in denen er startete, gewann er auch alle seine Kämpfe und wurde Niederländischer Meister.

## K-1 World Max 2003
- Im ersten Kampf verlor er gegen: Albert Kraus (Niederlande).

## K-1 World Max 2005
Am 4. Mai 2005 besiegte er in den Final Eliminations Marfio Canoletti (Brasilien) nach 3 Runden mit 3:0 Kampfrichterstimmen.
- Im ersten Kampf besiegte er: Takayuki Kohiruimaki (Japan).
- Im zweiten Kampf besiegte er: Kazuya Yasuhiro (Japan).
- Im dritten und finalen Kampf besiegte er: Buakaw Por. Pramuk (Thailand).

## K-1 World Max 2006
Am 5. April 2006 besiegte er in den Final Eliminations Tsogto Amara (Mongolei) nach 5 Runden (3 Runden + 2. Extrarunde) mit 3:0 Kampfrichterstimmen.
- Im ersten Kampf besiegte er: Virgil Kalakoda (Südafrika).
- Im zweiten Kampf besiegte er: Kobayashi Masato (Japan).
- Im dritten und finalen Kampf verlor er gegen: Buakaw Por. Pramuk (Thailand).

## K-1 World Max 2007
Am 28. Juni besiegte er in den Final Eliminations Ole Laursen (Dänemark) in der ersten Runde durch k.o.
- Im ersten Kampf besiegte er: Gago Drago (Armenien).
- Im Halbfinale besiegte er: Albert Kraus (Niederlande).
- Im Finalkampf besiegte er: Kobayashi Masato (Japan).

## K-1 World Max 2009
- Im ersten Kampf besiegte er: Artur Kyshenko (Ukraine).
- Im Halbfinale besiegte er: Buakaw Por. Pramuk (Thailand).
- Im Finalkampf verlor er gegen: Giorgio Petrosyan (Italien).

## Titel
Erfolge im Kickboxen:
- WMTA Super-Weltergewichts-Weltmeister
- WKA Super-Weltergewichts-Weltmeister
- ISKA Super-Weltergewichts-Weltmeister
- WPKA Super-Weltergewichts-Weltmeister
- FIMC Super-Weltergewichts-Weltmeister

Erfolge im K1:
- K-1 World Max 2005 Champion
- K-1 World Max 2006 Finalist
- K-1 World Max 2007 Champion

Erfolge im Shoot Boxing:
- WSBA 1. Super-Weltergewichts-Weltmeister
- S-Cup 2002 Sieger
- S-Cup 2004 Sieger

## Kampfbilanz
- K-1 15 Kämpfe; 13 Gewonnen; 2 Verloren
- 102 Kämpfe – 99 Siege – 3 verloren